# 朱阳郡
朱阳郡，中国南北朝时设置的郡。
北魏太和十四年（490年）置，治所在朱阳县（今河南省卢氏县东南朱阳关）。辖境相当今河南省淅川河上游地区。北周保定二年（562年）废。